# Byxtjärnen (Åre socken, Jämtland)
Byxtjärnen är en sjö i Åre kommun i Jämtland och ingår i Indalsälvens huvudavrinningsområde. Sjön har en area på 0,0563 kvadratkilometer och ligger 678,2 meter över havet. Sjön avvattnas av vattendraget Slagsån.

## Delavrinningsområde
Byxtjärnen ingår i det delavrinningsområde (703518-136929) som SMHI kallar för Utloppet av Helgesjön. Medelhöjden är 589 meter över havet och ytan är 19,88 kvadratkilometer. Det finns inga avrinningsområden uppströms utan avrinningsområdet är högsta punkten. Slagsån som avvattnar avrinningsområdet har biflödesordning 3, vilket innebär att vattnet flödar genom totalt 3 vattendrag innan det når havet efter 304 kilometer. Avrinningsområdet består mestadels av skog (86 procent). Avrinningsområdet har 0,36 kvadratkilometer vattenytor vilket ger det en sjöprocent på 1,8 procent.